# Hyresavtal
Hyresavtal är ett avtal genom vilket en person mot ersättning (hyra) till en annan upplåter rätten att nyttja hus, del därav eller lösören (jfr Legoavtal).
Enligt svenskt rättsspråk faller inte under hyresavtal avtal, som huvudsakligen gäller brukandet av annans jord (jfr Arrende). I jordabalkens 12 kapitel ("hyreslagen") finns bestämmelser om hyra av hus eller del därav.
För butikslokaler finns en särskild avtalsform som kallas omsättningshyra; den innebär att butiken betalar en viss procent av sin omsättning i hyra.
Den som hyr direkt av fastighetsägaren har ett förstahandskontrakt, medan man om man hyr av en hyresgäst har ett andrahandskontrakt, tredjehandskontrakt och så vidare, beroende på hur många steg ifrån fastighetsägaren man är. Hyr man bara en del av en bostad som också ens hyresvärd bor i, kallas det inte andrahandskontrakt utan inneboendekontrakt.